# Distretto di Luya Viejo
Il distretto di Luya Viejo è un distretto del Perù nella provincia di Luya (regione di Amazonas) con 413 abitanti al censimento 2007.
È stato istituito il 22 novembre 1918.

## Località
Il distretto è formato dall'insieme delle seguenti località:
- Luya Viejo
- San Bartolo
- Quirilita
- Rumichaca
- Romerillo
- Desmonte